# L'Indécente aux enfers
Cet article possède un paronyme, voir Descente aux Enfers.
 Pour plus de détails, voir Fiche technique et Distribution
L'Indécente aux enfers est un film pornographique, réalisé par Marc Dorcel, sorti en DVD en 1997.
Le film suit une jeune femme, prise de violentes crises de nymphomanie, qui consulte un psychiatre afin de retrouver une vie et une sexualité normales. Dans le but de l'aider, celui-ci lui fait revivre les expériences sexuelles les plus marquantes de certaines de ses vies antérieures.

## Synopsis
Une jeune femme (Laure Sainclair) consulte un psychiatre, le docteur Kuntz (Roberto Malone), pour qu’il la guérisse de sa nymphomanie. Elle lui raconte que les premiers symptômes sont apparus lors de sa nuit de noces au cours de laquelle elle perdit sa virginité. Depuis, elle ne cesse de donner libre cours à sa libido avec des partenaires de rencontre : une jeune femme à la salle de gym (Linda Thoren), un homme au bois de Boulogne (Francesco Malcom). Ce comportement est particulièrement gênant dans le cadre des relations avec les clients de son mari architecte (David Perry). Afin de la soigner, le docteur Kuntz utilise l’hypnose et lui fait revivre différents épisodes sexuels de ses vies antérieures :
1re consultation : Durant la Seconde Guerre mondiale, elle est un marin américain en bordée (Francesco Malcom). Au cours d’une alerte, il lève une auxiliaire militaire (Karen Lancaume) et l’entraîne dans une voiture. Pendant qu’un voyeur les observe (Andrew Youngman), les bombes pleuvent autour d’eux. Au moment de l’orgasme, ils meurent tous dans une explosion.
Passablement excité, le docteur fait venir sa secrétaire (Olivia Del Rio) dans son cabinet et la sodomise tandis que les clients, dont une grosse dame (Groseille), s’impatientent dans la salle d’attente.
2e consultation : Elle est une lavandière (Léa Martini) que son amoureux, Léon (Philippe Dean), rencontré le printemps passé dans une guinguette de la Marne, emmène pour un déjeuner sur l’herbe à la campagne. Léa est sodomisée. Un voyeur qui les observe leur vole leurs vêtements et elle doit rentrer nue et couverte de honte.
Elle est l’épouse (Anita Dark) du maire de Chicago dans les années trente. Le gangster Al Capone (Frank Cerrone) auprès de qui elle a contracté d’importantes dettes de jeux la désire mais elle se refuse à lui. Il verse subrepticement dans son verre de champagne un poison dont le seul remède consiste à avaler du sperme. Elle est alors contrainte de lui céder.
De plus en plus excité, le docteur fait une nouvelle fois venir sa secrétaire. La grosse dame, comprenant la scène, s’en va en colère. Pour Laure, la thérapie progresse peu. Elle ne peut s’empêcher d’aguicher le garagiste (Andrew Youngman) qui répare sa voiture.
3e consultation : Dans les années 1900, elle est l’épouse (Linda Thoren) d’un colonel (Bruno Sx) d’une garnison de province et qui la délaisse. Afin d’assouvir ses envies, elle fait entrer un jeune et beau dragon (Francesco Malcom) en cachette dans sa chambre. Son mari les surprend. Loin de s’offusquer celui-ci est ravi de constater que sa femme n’est pas frigide ainsi qu’il le craignait et il s’empresse de se mêler à leurs ébats. Ils la prennent en double.
Dans son incarnation la plus récente, elle est Mandric le magicien (Andrew Youngman) et triomphe à Paris. Un soir, après que son assistante (Coralie) l'ait fortement fâché par sa maladresse, il reçoit la visite d’une journaliste (Georgette Neale). Son assistante qui souhaite se faire pardonner, s’empresse de participer.
Le docteur Kuntz fait enfin revivre à Laure son meilleur souvenir sexuel avec son mari. N’y tenant plus, il profite de son sommeil pour abuser d’elle. Sa secrétaire survient sur ces entrefaites et Laure se réveille. Scandalisée, elle gifle le docteur.
Le docteur Kuntz déclare Laure guérie, ce qu’elle s’empresse de prouver en provoquant les clients étrangers de son mari.

## Fiche technique
- Titre : l’Indécente aux enfers
- Réalisateur et production : Marc Dorcel
- Scénario : Michel Barny
- Directeur de la photographie : Serge de Beaurivage
- Musique : Marc Dorcel
- Durée : 95 mm
- Date de sortie : 1997
- Pays :  France
- Genre : pornographique

## Distribution
- Laure Sainclair : la nymphomane
- Roberto Malone : le docteur Kuntz
- David Perry : le mari architecte
- Linda Thoren : la femme de la salle de gym et l’épouse du colonel
- Karen Lancaume : l'auxiliaire militaire
- Francesco Malcom : un homme au bois de Boulogne, le marin en bordée, le dragon
- Andrew Youngman : un voyeur ; le magicien
- Olivia Del Rio : la secrétaire du docteur Kuntz
- Groseille[1] : la grosse dame dans la salle d’attente (pas de scène pornographique)
- Léa Martini : la lavandière
- Romain Defarge : le clochard
- Philippe Dean : l’ouvrier dans la campagne parisienne
- Anita Dark : l’épouse du maire de Chicago
- Frank Cerrone : Al Capone
- Bruno Sx : le colonel du régiment de dragons
- Coralie : l’assistante du magicien
- Georgette Neale : la journaliste

## Autour du film
- Les portraits du docteur Kuntz, figurant dans son cabinet, sont l’œuvre du peintre Igor Andreev.